# Nicolae Romanenco
Nicolae Romanenco (n. 8 aprilie 1906, Eisk, Regiunea Kuban, Imperiul Rus – d. 29 iulie 2000, Moscova, Rusia) a fost un istoric literar, inginer și hasdeulog sovietic moldovean, cunoscut pentru contribuțiile sale la studierea operei lui Bogdan Petriceicu Hașdeu și la istoria literaturii române din Basarabia.

## Biografie
Nicolae Romanenco s-a născut la 8 aprilie 1906 în orașul Eisk, în regiunea Krasnodar, Rusia. A urmat studiile primare la Chișinău, iar în 1922 a absolvit Liceul Real din Comrat. În 1927, și-a finalizat studiile superioare la Școala Politehnică din Timișoara.
Între 1928 și 1940, a activat ca inginer-electrician la diverse întreprinderi din București și Ploiești. Din 1930 a aderat la mișcarea comunistă, iar, din 1934, a activat în secțiunile de educație politică ale Partidului Comunist din România. În perioada 1942-1948, a fost instructor politic, lector, redactor al ziarelor "Graiul nou" și "Înainte", editate de Direcția politică a Armatei Sovietice în limba română. Începând cu 1949, a fost angajat al Secției de Energetică a Academiei de Științe a Moldovei, unde și-a susținut teza de doctor în științe tehnice în 1967.
Din 1969, a fost consultant științific la Uniunea Scriitorilor din URSS, cu responsabilități privind literatura din Moldova Sovietică. Fără a avea studii de filologie, s-a remarcat prin pasiunea și erudiția sa în domeniul istoriei literare, fiind preocupat în special de moștenirea culturală a familiei Hasdeu.
A publicat monografia B.P. Hasdeu. Viața și opera în 1957, una dintre primele lucrări dedicate integral savantului. A contribuit la editarea mai multor volume din opera hasdeiană și a participat la redactarea unor lucrări de referință precum Istoria literaturii moldovenești (1958), Studii și materiale despre B.P. Hasdeu (1966), Pagini din istoria literaturii și culturii moldovenești (1979) și Studii și materiale despre Alexandru și Boleslav Hâjdeu (1984).
În anii '80, pe fondul reformelor perestroika și glasnost, Nicolae Romanenco a fost printre susținătorii reoficializării limbii române în Moldova și revenirea la alfabetul latin. În 1988, Romanenco i-a adresat o scrisoare lui Andrei Lupan, în care susținea revenirea la alfabetul latin: 
| “ | Stimate Andrei Pavlovici! Nu știu în ce scop a fost creată Comisia interdepartamentală pentru studierea istoriei și problemelor dezvoltării limbii moldovenești. Dar hotărârea ei va avea un efect din cele mai însemnate pentru o nouă perioadă din viața culturală a republicii. Sesiunea din 1951 a fost dedicată de fapt lucrării lui Stalin "Marxismul și problemele lingvistice". Sesiuni asemănătoare s-au ținut în toate republicile unionale. Republica noastră era chiar în întârziere. Fiind secretar științific al Filialei Academiei URSS, îmi amintesc că a venit chiar de la Academia URSS o dispoziție ca această sesie să se țină cât mai urgent. Cum s-au desfășurat lucrurile Mata știi probabil mai bine decât mine, fiindcă aveau probabil acces la CC. Am profitat de această sesie ca să lichidăm unele urmări ale represaliilor din 1938. Acum s-ar putea rezolva și problema alfabetului. Alăturez copiile materialelor din "Moldova socialistă" din 6 iunie 1938 și unele considerente ale mele. Toate cele bune! N. Romanenco | ” |
|   | |   |

Nicolae Romanenco a încetat din viață pe 29 iulie 2000 la Moscova. În 2001, rămășițele sale au fost reînhumate la Cimitirul Central Ortodox din Chișinău.

## Moștenire
Manuscrisele lui Nicolae Romanenco se află astăzi în Colecția Hasdeulogie a Bibliotecii Municipale „B.P. Hasdeu” din Chișinău.

## Lucrări și contribuții semnificative
- B.P. Hasdeu. Viața și opera (1957)
- Contribuții la:
  - Istoria literaturii moldovenești (1958)
  - Studii și materiale despre B.P. Hasdeu (1966)
  - Pagini din istoria literaturii și culturii moldovenești (1979)
  - Studii și materiale despre Alexandru și Boleslav Hâjdeu (1984)